# Giacomo Ammannati Piccolomini
Giacomo Ammannati Piccolomini, detto il Papiense (Pescia, 8 marzo 1422 – Bolsena, 10 settembre 1479), è stato un cardinale, vescovo cattolico e umanista italiano.

## Biografia
Nato da Cristoforo di Villa Basilica, scelse la carriera sacerdotale e divenne chierico nella Pieve di Pescia.
Studiò poi Lettere greche e latine a Ferrara, presso la scuola di Guarino Veronese; proseguì a Firenze, dove si mise al seguito di Leonardo Bruni e Carlo Marsuppini. Nella città del fiore entrò in contatto con il pontefice Eugenio IV, lì in esilio, e ciò gli servì per introdursi negli ambienti curiali. Papa Callisto III lo volle come suo segretario apostolico.
Il successore Pio II, toscano e suo amico intimo, lo promosse cardinale e nel 1460 l'inviò a Pavia come vescovo dell'importante diocesi. (Nel frattempo, a partire dal 1455, aveva aggiunto al cognome paterno, quello di Piccolomini, in onore appunto del futuro papa). Mantenendo quest'ultima, resse anche, per due anni, dal 24 settembre 1477 alla morte, la diocesi di Lucca. Fu stretto collaboratore anche dei pontefici Paolo II e Sisto IV.
È stato autore di importanti opere letterarie in volgare e in latino. Scrisse, tra le altre opere pubblicate per lo più postume e di carattere epistolare, una Vita dei Pontefici e proseguì i Commentarii di Pio II, dal 1464 al 1469. Stese anche un curioso e variamente criticato Testamentum ad memoriam humanae imbecillitatis & funebrium impensarum contemptum, pie & prudenter lectores instituens. Nel 1997 sono state raccolte in tre volumi, nella collana degli Archivi di stato, le sue lettere inviate tra il 1444 e il 1479.
È noto per aver frequentato la cortigiana Fiammetta Michaelis, fiorentina trasferitasi a Roma con la madre, cui donò il palazzetto noto come "casa di Fiammetta" presente a Roma nell'omonima piazza.
Morì a Bolsena colpito da febbre terzana. È sepolto a Roma nella basilica di Sant'Agostino in Campo Marzio.

## Successione apostolica
La successione apostolica è:
- Vescovo Giovanni Stefano Botticelli (1467)